# Gonomyia (Leiponeura) dotata
Gonomyia (Leiponeura) dotata is een tweevleugelige uit de familie steltmuggen (Limoniidae). De soort komt voor in het Neotropisch gebied.